# Airampoa aurata
Airampoa aurata là một loài thực vật có hoa trong họ Cactaceae. Loài này được Fric mô tả khoa học đầu tiên năm 1929.